# Stefan (biskup koptyjski)
Stefan (ur. 1 stycznia 1968) – duchowny Koptyjskiego Kościoła Ortodoksyjnego, od 1999 biskup Biby.

## Życiorys
Śluby zakonne złożył 11 października 1992 w klasztorze Panny Marii. Święcenia kapłańskie przyjął 25 maja 1999. Sakrę otrzymał pięć dni później, 30 maja 1999 jako biskup pomocniczy. Urząd ordynariusza objął 3 czerwca 2001.